# Blechhammer (Sonneberg)
Blechhammer ist ein Ortsteil der Stadt Sonneberg im Landkreis Sonneberg in Thüringen.

## Lage
Blechhammer liegt zwischen Haselbach und Sonneberg im Steinachtal an der Mündung der Engnitz in die Steinach.

## Geschichte
1528 wurde das Dorf erstmals urkundlich erwähnt.
Die Gemeinde geht von 1604 aus. In diesem Jahr erfolgte die Ansiedlung des ersten Hammerwerkes im Hüttengrund. Drei Hammerwerke besaß schließlich die Ansiedlung. Später wurde ein Hammerwerk als Walzwerk umgebaut. Die anderen beiden wurden Sägewerke. Später dienten die Sägewerke dem Betriebsteil von VEB-Sternradio-Sonneberg. Im Jahr 2013 bestehen ein Baumarkt, Handwerksbetriebe sowie Gastronomie. Privatquartiere sind für den Fremdenverkehr eingerichtet.
Mit dem Bau einer Chaussee von Köppelsdorf nach Blechhammer, mit Fortsetzung entlang der Steinach nach Steinach bzw. über das Egnitztal nach Gräfenthal erfolgte zwischen den Jahren 1843 und 1854 der Anschluss an die Fernverkehrswege. Mit der Steinachtalbahn erhielt Blechhammer mit der gleichnamigen Station am 1. Oktober 1886 einen Anschluss an das Eisenbahnnetz. Anfang des 20. Jahrhunderts wurde eine Straße durch das Bocksbachtal nach Judenbach errichtet. Diese wurde in den 1950er Jahren aufgrund der Sperrzone, in der Judenbach lag, geschlossen.
1848 wurden Blechhammer und Hüttengrund zur neuen Gemeinde Hüttengrund vereinigt, die 1994 in der Einheitsgemeinde Engnitzthal und 1997 wiederum in der Gemeinde Oberland am Rennsteig aufging. Diese wurde Ende 2013 aufgelöst und in die Stadt Sonneberg eingemeindet.
1998 errichtete der Deutsche Alpenverein einen Klettergarten in einem als Kletterfelsen ausgebauten ehemaligen Grauwackesteinbruch, der im Bocksbachtal an der Straße zum Klettergarten (bis 2015 Judenbacher Straße) liegt.

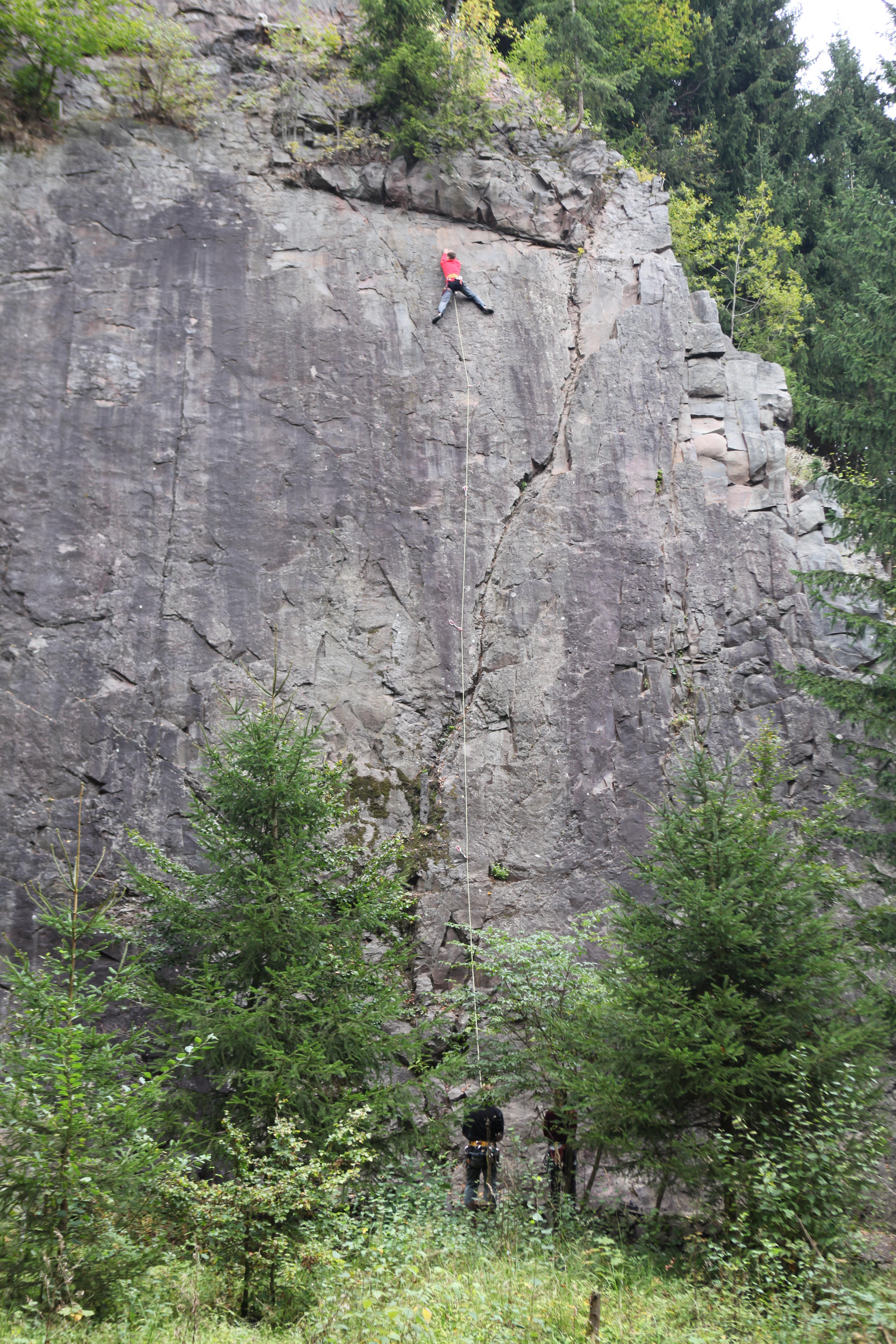
Klettergarten am Bocksberg